# Juan Schiaretti
Juan Schiaretti (Córdoba, Argentina; 19 de junio de 1949) es un contador público y político argentino, miembro del Partido Justicialista dentro del ala del peronismo federal, que se desempeñó como gobernador de la provincia de Córdoba desde 2007 hasta 2011 y desde 2015 hasta 2023. Además, desempeñó los cargos de secretario de Comercio e Industria de la Nación Argentina, diputado de la Nación Argentina en tres oportunidades, gobernador de Santiago del Estero en calidad de interventor federal y ministro de Producción y vicegobernador de la provincia de Córdoba.
El 24 de junio de 2023 se anunció oficialmente su candidatura a las elecciones presidenciales de Argentina de 2023 por Hacemos por Nuestro País, con el diputado de la Nación Florencio Randazzo como su candidato a vicepresidente. Superó las PASO 2023, y fue oficializado candidato oficialista a presidente de la Nación, obteniendo el 6,73 % de los votos, quedando fuera de la disputa presidencial en el balotaje del 19 de noviembre.
El 3 de julio de 2025 renunció a la presidencia del Partido Justicialista de Córdoba. 

## Biografía

### Comienzos
Juan Schiaretti es hijo de Julia Álamo y Dante Schiaretti, empleado ferroviario y militante peronista[cita requerida], quien fue encarcelado durante el gobierno de la Revolución Libertadora.

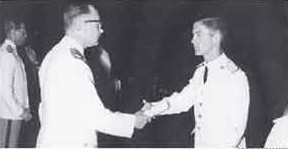
Schiaretti en su graduación del Liceo Militar General Paz en 1965.

Su padre el obrero ferroviario Danti Schiaretti, a quien la Revolución Libertadora encarceló por su historia en la militancia peronista. Juan heredó de su padre los mismos ideales del peronismo de izquierda y fue parte del Cordobazo, la histórica revuelta que se opuso y marco el fin de la dictadura de Juan Carlos Onganía.
Cursó sus estudios primarios en la Escuela Pública Nacional 95 (hoy Escuela Vicente Fidel López), de barrio Talleres Oeste. Ingresó a los once años de edad en el Liceo Militar General Paz, en 1961, y egresó con medalla de oro al mejor promedio académico de su promoción en 1965 y el título de Subteniente de Reserva.
Cursó sus estudios superiores en la Facultad de Ciencias Económicas de la Universidad Nacional de Córdoba, donde se recibió de  Contador Público Nacional a los 21 años. Contrajo nupcias con una compañera de la militancia, con quien tuvo dos hijos.
Militó en los sectores radicalizados del peronismo en particular la Tendencia revolucionaria de la JP, que conducían los Montoneros, siendo uno de los dirigentes universitarios (JUP) de esa misma organización. durante el Cordobazo. Estuvo presente en la Masacre de Ezeiza. Es designado miembro del personal técnico de la Dirección de Comercio e Industria de Córdoba, tras la elección del gobernador Ricardo Obregón Cano en 1974.
En 1973 continuó sus estudios en la Facultad de Ciencias Económicas de la Universidad Nacional de Córdoba, donde obtuvo el título de Contador Público Nacional y Perito Partidor.

### Exilio
En 1975, se muda con su familia a la provincia de Neuquén. Allí es designado segundo jefe en Asesoría Económica Financiera 
del Banco Provincia de Neuquén. Cargo que ocupa hasta el Golpe de Estado de 1976.
El Proceso de Reorganización Nacional lo obligó al exilio en Brasil. Primero trabajó de vendedor de baratijas. Luego ingresó como asistente administrativo en la Fiat Automoveis S.A. en Belo Horizonte. Tuvo una carrera ascendente, llegando a ser vicedirector administrativo.

### Los nuevos tiempos con la democracia
En 1984, cuando terminó el exilio, su esposa muere repentinamente. Retomó su actividad profesional en el sector privado. Fue contratado como Gerente Financiero del Grupo Industrial Astori, en 1985, desde donde se relacionó la Fundación Mediterránea. Obtiene una banca en 1993 en la lista de diputados nacionales del Frente Justicialista de la Renovación en 1987.
Durante el gobierno de Carlos Menem y con Domingo Cavallo es designado en el cancillería, fue subsecretario de Integración Latinoamericana en el Ministerio de Relaciones Internacionales y Culto. En 1991 fue designado secretario de Industria y Comercio de la Nación, dependiente del Ministerio de Economía.
En las elecciones legislativas del 3 de octubre de 1993 fue elegido diputado de la Nación Argentina por Córdoba, encabezando la lista del Partido Justicialista, luego de superar en cuestionados comicios internos al excandidato a gobernador José Manuel de la Sota. 
Fue designado interventor federal de la provincia de Santiago del Estero, luego de la revuelta popular del 16 de diciembre de 1993 conocida como santiagueñazo, entregando el poder en 1995.

### Dirigente de Unión por Córdoba
En 1998, compitió sin éxito en las elecciones internas de la nueva coalición entre el peronismo y otros partidos para ser candidato a intendente de Córdoba perdiendo la interna contra el candidato liberal Germán Kammerath (UCeDe), quien logró el 45% contra el 33% que logró Schiaretti y el 20% del diputado provincial, Luis Juez. Derrotado, dio su apoyo político a la coalición de partidos políticos formada por el senador de la Nación Argentina, José Manuel de la Sota, denominada Unión por Córdoba. Victorioso este en la elección de gobernador de Córdoba, Schiaretti fue designado ministro de la Producción, cargo que mantuvo hasta 2001, en que nuevamente fue elegido diputado de la Nación Argentina por Córdoba. 
En 2002 tomó el cargo de ministro de Producción y Finanzas de Córdoba, en medio de la mayor tormenta económica nacional desde la hiperinflación. Su trabajo dentro del gabinete, le valió la postulación a la Vicegobernación en la elección de 2003, como compañero de lista de De la Sota. La coalición Unión por Córdoba, con algunas modificaciones desde su composición originaria, se impuso con comodidad sobre la Unión Cívica Radical, y el gobernador De la Sota asumió su segundo mandato con un gabinete renovado el 12 de julio de 2003.

## Primer período como gobernador de Córdoba (2007-2011)

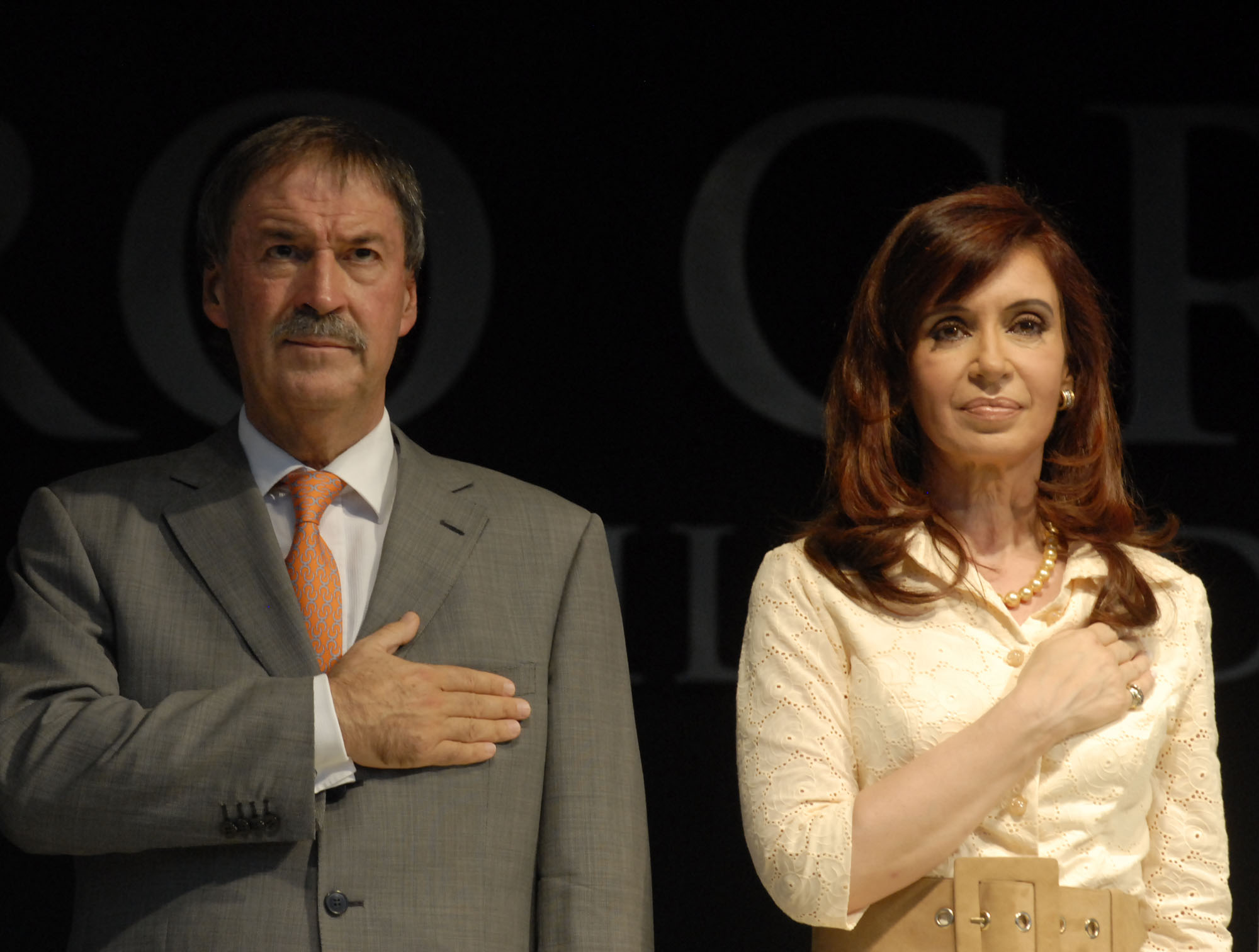
Junto a la ex presidenta Cristina Kirchner

El 25 de junio de 2007, luego del desistimiento del intendente de Villa María Eduardo Accastello, fue oficializado como candidato a gobernador de Córdoba por la coalición Unión por Córdoba; junto al exbaloncestista y exconcejal del Partido Nuevo Héctor "Pichi" Campana como vicegobernador, en un visible acuerdo político con sectores del kirchnerista Frente para la Victoria.
Su fórmula compitió principalmente con la del intendente de Córdoba y candidato de la coalición de centroizquierda Frente Cívico, Luis Juez, dirigente justicialista disidente emigrado de las filas de Unión por Córdoba a fines de 2002. Luego de una agitada y colorida campaña, donde los tres principales candidatos al ejecutivo debatieron por los canales de televisión de aire por segunda vez desde 1973, el escrutinio provisorio arrojó una victoria para Schiaretti por el escaso margen de 1,17 % a favor. El derrotado Luis Juez presentó a la justicia acusaciones de que se habría cometido fraude electoral, solicitando la apertura de todas las urnas y el recuento de todos los votos. En la ciudad de Córdoba, centro de la mayor votación favorable al candidato opositor, miles de personas marcharon en las calles en repudio a Schiaretti y de la Sota, frente a lo que consideraron una elección tramposa en las ciudades y pueblos del interior de Córdoba, donde el candidato de Unión por Córdoba había obtenido diferencias amplísimas a su favor. 
En una decisión no menos polémica, la Junta Electoral de Córdoba decidió abrir sólo las 711 urnas cuestionadas por defectos sustanciales en la confección de las actas de escrutinio, lo cual trajo aparejadas serias dudas sobre la legitimidad de su triunfo electoral. Los abogados de los partidos del Frente Cívico solicitaron elecciones complementarias en las mesas anuladas, decisión que fue rechazada por el Tribunal Superior de Justicia de Córdoba. El escrutinio definitivo, efectuado por la Junta Electoral con participación y observación de los fiscales partidarios, estableció la victoria de Schiaretti por 1,13% de los votos (37,17 contra 36,04) válidamente emitidos.
El 9 de noviembre de 2007 contrajo matrimonio con la legisladora provincial Alejandra María Vigo, con quien se encontraba en pareja desde 1997.

### Gestión de gobierno
Asumió el poder el 10 de diciembre de 2007 de manos de su mayor aliado político, José Manuel de la Sota con algunas premisas.

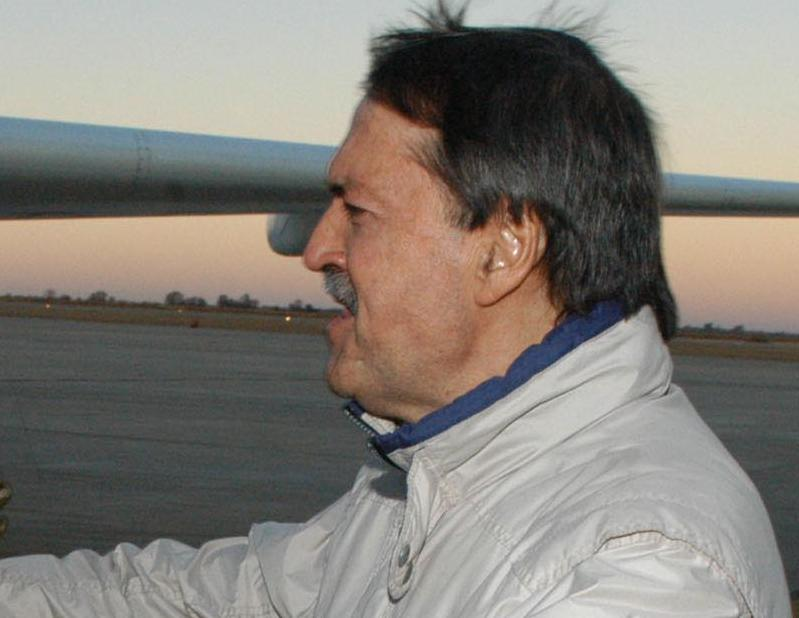
Schiaretti durante su segundo gobierno.

Bajo esos lineamientos, el mandato de Schiaretti coincidió con un distanciamiento político de la presidenta Cristina Fernández de Kirchner con motivo del paro agropecuario, ya que el gobernador cordobés respaldó los reclamos de los chacareros.
Los dos primeros años se caracterizaron por un período de fuerte austeridad en las cuentas públicas, destacando la sanción de la Ley de Emergencia Previsional el 31 de julio de 2008. Esta medida impuso el pago parcial de haberes de jubilación y pensión del organismo previsional local con "títulos previsionales", modificó el sistema de otorgamiento de beneficios endureciendo los requisitos de acceso a las distintas prestaciones y declaró la inembargabilidad de los bienes del estado por liquidación de deudas derivadas de sentencias judiciales. Ya en 2016 modificó el mecanismo para computar jubilaciones actuales y futuras. La provincia argumentó que el sistema previsional sigue siendo débil, el impacto calculado sobre los haberes se estimó en casi 3.000 millones de pesos, promovió un drástico cambio en la manera de calcular las jubilaciones provinciales, además de elevar la edad jubilatoria.
La alta litigiosidad del sistema previsional continuó, aunque su impacto se vio morigerado por la ley de emergencia. A partir de allí, y ante la posibilidad de una presentación judicial del procurador del Tesoro de Córdoba ante la Corte Suprema de Justicia de la Nación, gestionó un nuevo acuerdo con el gobierno central y la ANSeS consistente en un importante descuento de la deuda de la Nación y la remisión de varios millones de pesos en cuotas hasta el 31 de diciembre de 2011.
En ese marco operativo, anunció obras para mejorar la infraestructura de la capital provincial, tanto en la parte céntrica comercial como en el área histórica. Sin embargo, dichas obras implicarían la venta de la casa de gobierno y el ex Instituto Pablo Pizzurno, lo cual motivó críticas de asociaciones vecinales y sectores de la oposición.
En 2012, la Cámara Federal lo procesó por cobro de sobresueldos durante el menemismo, entre otros funcionarios, y le impuso a Dalesio un embargo por 145 000 pesos.

### Gabinete gubernamental
Schiaretti nombró el siguiente gabinete durante su mandato:
| Ministerios del Gobierno de Juan Schiaretti      | Ministerios del Gobierno de Juan Schiaretti | Ministerios del Gobierno de Juan Schiaretti       |
| Cartera                                          | Titular                                     | Período                                           |
| ------------------------------------------------ | ------------------------------------------- | ------------------------------------------------- |
| Ministerio de Gobierno                           | Carlos Caserio                              | 10 de diciembre de 2007 - 10 de diciembre de 2011 |
| Ministerio de Finanzas                           | Ángel Elettore                              | 10 de diciembre de 2007 - 10 de diciembre de 2011 |
| Ministerio de Industria, Comercio y Trabajo      | Roberto Avalle                              | 10 de diciembre de 2007 - 10 de diciembre de 2011 |
| Ministerio de Desarrollo Social                  | Juan Carlos Massei                          | 10 de diciembre de 2007 - 10 de diciembre de 2011 |
| Ministerio de Obras y Servicios Públicos         | Hugo Testa                                  | 10 de diciembre de 2007 - 10 de diciembre de 2011 |
| Ministerio de Educación                          | Walter Grahovac                             | 10 de diciembre de 2007 - 10 de diciembre de 2011 |
| Ministerio de Ciencia y Tecnología               | Tulio del Bono                              | 10 de diciembre de 2007 - 10 de diciembre de 2011 |
| Ministerio de Salud                              | Oscar Félix González                        | 10 de diciembre de 2007 - 10 de diciembre de 2011 |
| Ministerio de Agricultura, Ganadería y Alimentos | Carlos Mario Gutiérrez                      | 10 de diciembre de 2007 - 10 de diciembre de 2011 |
| Ministerio de Justicia                           | Luis Eugenio Angulo                         | 10 de diciembre de 2007 - 10 de diciembre de 2011 |
| Secretarías del Gobierno de Juan Schiaretti      |                                             |                                                   |
| Cartera                                          | Titular                                     | Período                                           |
| Secretaría General                               | Ricardo Sosa                                | 10 de diciembre de 2007 - 10 de diciembre de 2011 |
| Secretaría de la mujer, el menor y la familia    | Raquel Krawchik                             | 10 de diciembre de 2007 - 10 de diciembre de 2011 |
| Secretaría de Cultura                            | José Jaime García Vieyra                    | 10 de diciembre de 2007 - 10 de diciembre de 2011 |
| Secretaría de Ambiente                           | María Amelia Chiófalo                       | 10 de diciembre de 2007 - 10 de diciembre de 2011 |
| Secretaría de la Función Pública                 | Miguel Pedro Civalero                       | 10 de diciembre de 2007 - 10 de diciembre de 2011 |
| Secretaría de Derechos Humanos                   | Raúl Hernando Sánchez                       | 10 de diciembre de 2007 - 10 de diciembre de 2011 |
| Fiscal de Estado                                 | Jorge Córdoba                               | 10 de diciembre de 2007 - 10 de diciembre de 2011 |

### Diputado nacional (2013-2015)

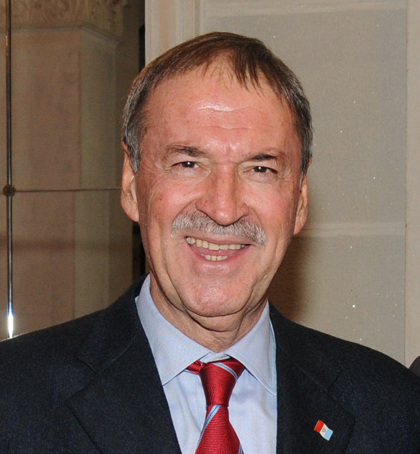
Juan Schiaretti durante su segundo mandato

En las elecciones legislativas de 2013 logró una banca en la Cámara Baja tras obtener el 29,8 % de los votos, superando así a la UCR (22,8 %), el PRO (12,14 %) y el Frente para la Victoria (10,84 %). Se mantiene en el cargo hasta diciembre de 2015 cuando renuncia para asumir su segundo mandato como gobernador de Córdoba.

## Segundo y tercer período como gobernador de Córdoba (2015-2023)
En las elecciones de Córdoba de 2015, Juan Schiaretti se presenta como candidato a gobernador por Unión por Córdoba, acompañado por el intendente de San Francisco Martín Llaryora en un visible acuerdo con el líder del Frente Renovador, Sergio Massa. En diciembre asume el cargo tras imponerse en las elecciones con el 39,4 % de los votos.

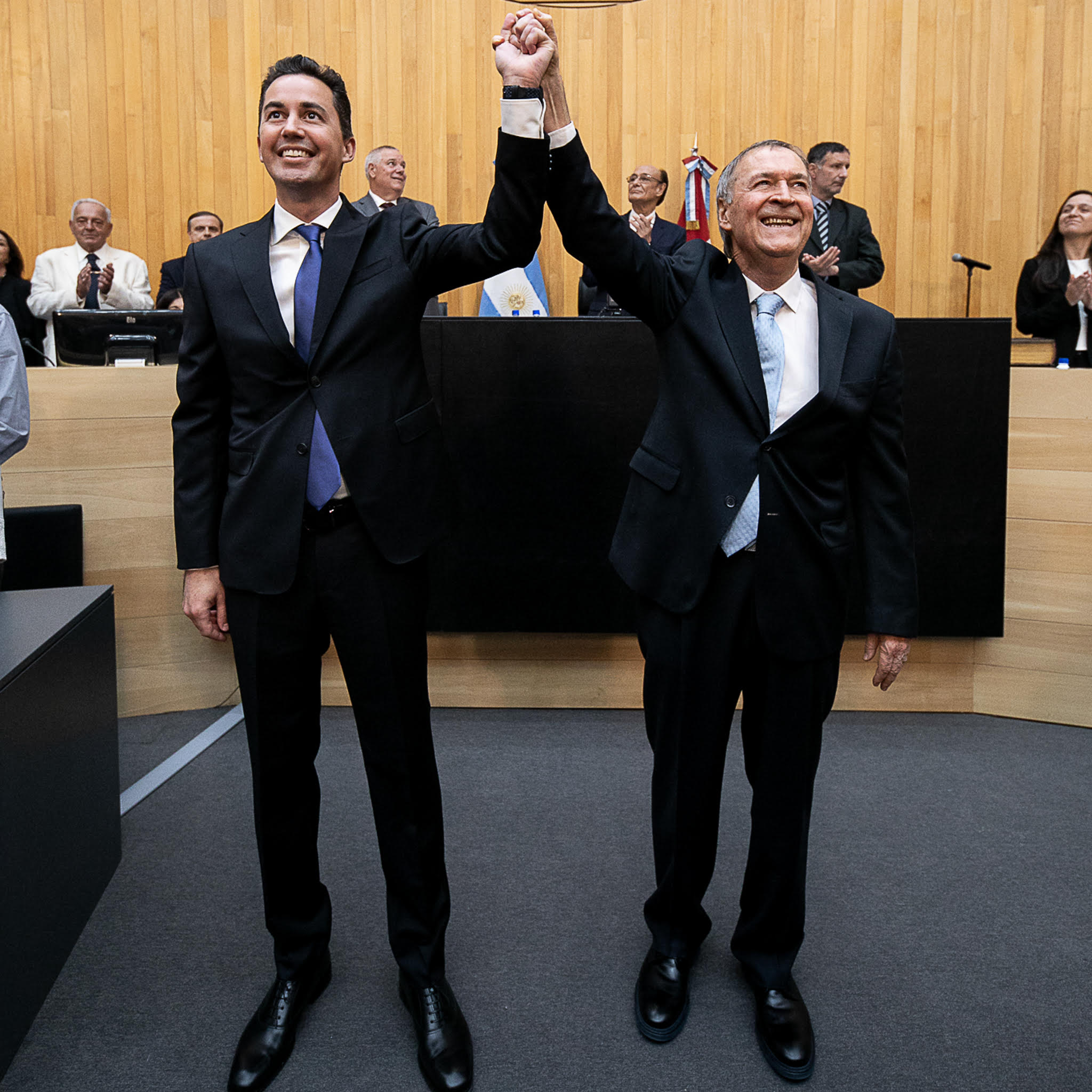
Juan Schiaretti y Manuel Calvo

Uno de los ejes de la gestión de Schiaretti es la obra pública, contando con un presupuesto de 2300 millones de pesos en 2018. Este monto se invierte en cloacas, puentes, autovías, gasoductos y nuevas rutas. Además se anunció la intención de construir 40 escuelas técnicas y 4 hospitales antes de terminar su gestión en 2019.
En diciembre de 2017 presentó el Plan de modernización de la policía que tiene como finalidad la incorporación de equipos y tecnología informática en la fuerza de seguridad.
En las elecciones de Córdoba de 2019 es releecto junto a Manuel Fernando Calvo por el 57% de los votos 

#### Gabinete gubernamental
| Ministerios del Gobierno de Juan Schiaretti                    | Ministerios del Gobierno de Juan Schiaretti | Ministerios del Gobierno de Juan Schiaretti |
| Cartera                                                        | Titular                                     | Período |
| -------------------------------------------------------------- | ------------------------------------------- | --- |
| Ministerio de Coordinación                                     | Silvina Rivero                              | 10 de diciembre de 2019 - en el cargo |
| Ministerio de Gobierno                                         | Facundo Torres Juan Carlos Massei           | 10 de diciembre de 2019 - 10 de diciembre de 2023 10 de diciembre de 2015 - 10 de diciembre de 2019                                                   |
| Ministerio de Finanzas                                         | Osvaldo Giordano                            | 10 de diciembre de 2015 - 10 de diciembre de 2023 |
| Ministerio de Industria, Comercio y Minería                    | Eduardo Accastello Roberto Avalle           | 10 de diciembre de 2019 - 10 de diciembre de 2023 10 de diciembre de 2015 - 10 de diciembre de 2019                                                   |
| Ministerio de Desarrollo Social                                | Juan Carlos Massei Sergio Hugo Tocalli      | 10 de diciembre de 2019 - 10 de diciembre de 2023 10 de diciembre de 2015 - 10 de diciembre de 2019                                                   |
| Ministerio de Obras Públicas y Financiamiento                  | Ricardo Sosa                                | 20 de diciembre de 2017 - en el cargo |
| Ministerio de Servicios Públicos                               | Fabián López                                | 10 de diciembre de 2015 - en el cargo |
| Ministerio de Educación                                        | Walter Grahovac                             | 10 de diciembre de 2015 - en el cargo |
| Ministerio de Ciencia y Tecnología                             | Pablo De Chiara Carlos Walter Robledo       | 10 de diciembre de 2019 - en el cargo 10 de diciembre de 2015 - 10 de diciembre de 2019                                                               |
| Ministerio de Salud                                            | Diego Cardozo Francisco Fortuna             | 10 de diciembre de 2019 - 10 de diciembre de 2023 10 de diciembre de 2015 - 10 de diciembre de 2019                                                   |
| Ministerio de Trabajo                                          | Omar Hugo Sereno                            | 10 de diciembre de 2015 - 10 de diciembre de 2023 |
| Ministerio de Agricultura y Ganadería                          | Sergio Busso                                | 10 de diciembre de 2015 - 10 de diciembre de 2023 |
| Ministerio de Promoción del Empleo y la Economía Familiar      | Laura Jure                                  | 10 de diciembre de 2019 - 10 de diciembre de 2023 |
| Ministerio de Justicia y Derechos Humanos                      | Julián López Juan Martín Farfán Luis Angulo | 10 de diciembre de 2019 - 10 de diciembre de 2023 28 de diciembre de 2018 - 10 de diciembre de 2019 10 de diciembre de 2015 - 28 de diciembre de 2018 |
| Ministerio de la Mujer                                         | Claudia Martínez                            | 10 de diciembre de 2019 - en el cargo |
| Ministerio de Vivienda, Arquitectura y Obras Viales (disuelto) | José Máximo García                          | 10 de diciembre de 2015 - 20 de diciembre de 2017 |
| Ministerio de Inversión y Financiamiento (disuelto)            | Ricardo Sosa                                | 10 de diciembre de 2015 - 20 de diciembre de 2017 |
| Secretarías del Gobierno de Juan Schiaretti                    |                                             | |
| Cartera                                                        | Titular                                     | Período |
| Secretaría General                                             | Silvina Rivero                              | 10 de diciembre de 2015 - 10 de diciembre de 2019 |
| Agencia Córdoba Cultura                                        | Nora Bedano                                 | 10 de diciembre de 2019 - en el cargo |
| Agencia Córdoba Deportes                                       | Héctor Campana                              | 10 de diciembre de 2019 - en el cargo |
| Agencia Córdoba Joven                                          | Matías Anconetani                           | 10 de diciembre de 2019 - en el cargo |
| Agencia Córdoba Turismo                                        | Esteban Avilés                              | 10 de diciembre de 2019 - en el cargo |

## Historial electoral
|  | 36.51 % |

|  | 48,03 % |

|  | 51,84 % |

|  | 37,17 % |

|  | 26,60 % |

|  | 39,99 % |

|  | 57,38 % |

|  | 3,83 % |

|  | 6,89 % |